# Музика Великої Британії

Екстер'єр Альберт-холу

Музика Великої Британії є одним із найбільших представників світової музичної індустрії, що бере початок із англійської церковної музики і стародавньої та традиційної народної музики, окрім Англії поширюючись на Шотландію, Північну Ірландію та Уельс.
Набуваючи впливу у 20-му столітті, поп-музика перейшла із США до Великої Британії та почала розвиватися у власних стилях. Таким чином у кінці 1970-х і початку 1980-х у Британії сформувалася нова хвиля британського важкого металу, а на початку 1990-х — бритпоп. Велика Британія нараховує численну кількість представників музичних виконавців, які вплинули на сучасну світову музику.

## Середньовічна музика

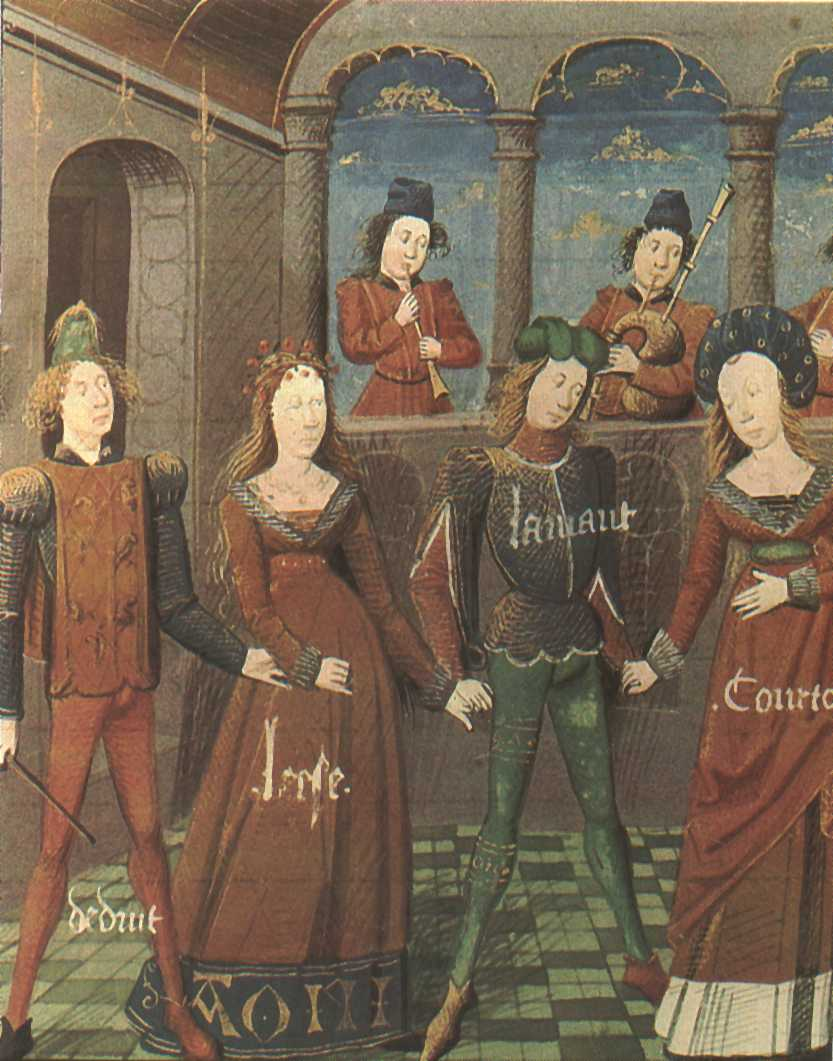
Англійська мініатюра із манускрипту Roman de la Rose

### Рання музика
Від найдавніших часів до бароко і зростання сучасної класики, музика Британських островів була різноманітною і багатою та включала сакральну і світську музику, поширюючись на різні соціальні класи. Кожна з найважливіших націй Англії, Ірландії, Шотландії та Уельсу зберігала унікальні музичні та інструментальні форми, проте розвиток музики на континенті значно вплинув на британську музику, а британські композитори зробили значний внесок у провідні рухи ранньої музики у Європі, включаючи поліфонію Ars nova і закладення деяких основ пізньої національної та міжнародної класичної музики. Музиканти з Британських островів також розробили певні характерні форми музики, включаючи кельтську пісню, англійський супровід, роту, поліфонічні заповітні антифони та керол у еру Середньовіччя.
Протестантська реформація, що відбулася у Британії у 16-му столітті глибоко вплинула на церковну та релігійну музику, котра посприяла розвитку особливої національної музики, богослужіння і віри. Англійські мадригали, лютні та театри масок призвели до розвитку англомовної опери у часи Ренесансу у період раннього бароко пізнього 17-го століття. На відміну від популярної музики тієї епохи, придворна музика королівств Англії, Шотландії та Ірландії, хоча й мала власні унікальні елементи, все ж лишалася більш інтегрованою в ширшу європейську культуру.

### Барокова музика
Епоха бароко в музиці, яка простягалася між ранньою музикою Середньовіччя і Ренесансу та розвитком повноцінної і формалізованої оркестрової класичної музики в другій половині 18-го століття, характеризувалася більш продуманим музичним орнаментом, змінами в музичній нотації, новими техніками гри на інструментах і виникненні нових жанрів, таких як опера. Незважаючи на те, що термін «бароко» традиційно використовується для європейської музики початку 1600-х років, його повномасштабні тренди не відчувалися в Британії аж до 1660 року, що було спричинено затриманням вітчизняних тенденцій та розвитку музики, релігійних та культурних відмінностей від багатьох європейських країн, а також крахом придворної музики через Війну Трьох Королівств та Інтерреґнум. Під відновленою монархією Стюартів королівський двір знову став центром музичного патронату, але королівський інтерес до музики вже мав меншу значущість, оскільки з приходом 17-го століття влада знову перейшла до Ганноверської династії.
Розвиток сучасної класичної музики у Європі надихнув на поширення британської камерної та оркестрової музика. Епоху бароко в британській музиці можна розглядати як взаємодію національних і міжнародних тенденцій, котра іноді поглинала континентальну музичну моду і практики, а іноді намагалася, як, наприклад, при створенні баладної опери, зародити традицію корінних народів. Однак, можливо, найвпливовішим британським композитором цієї епохи, Георг Фрідріх Гендель, за походженням був німцем; Гендель допоміг інтегрувати британську та континентальну музику та визначив майбутнє класичної музики Сполученого Королівства, яка офіційно сформувалася в 1801 році.

## Класична музика

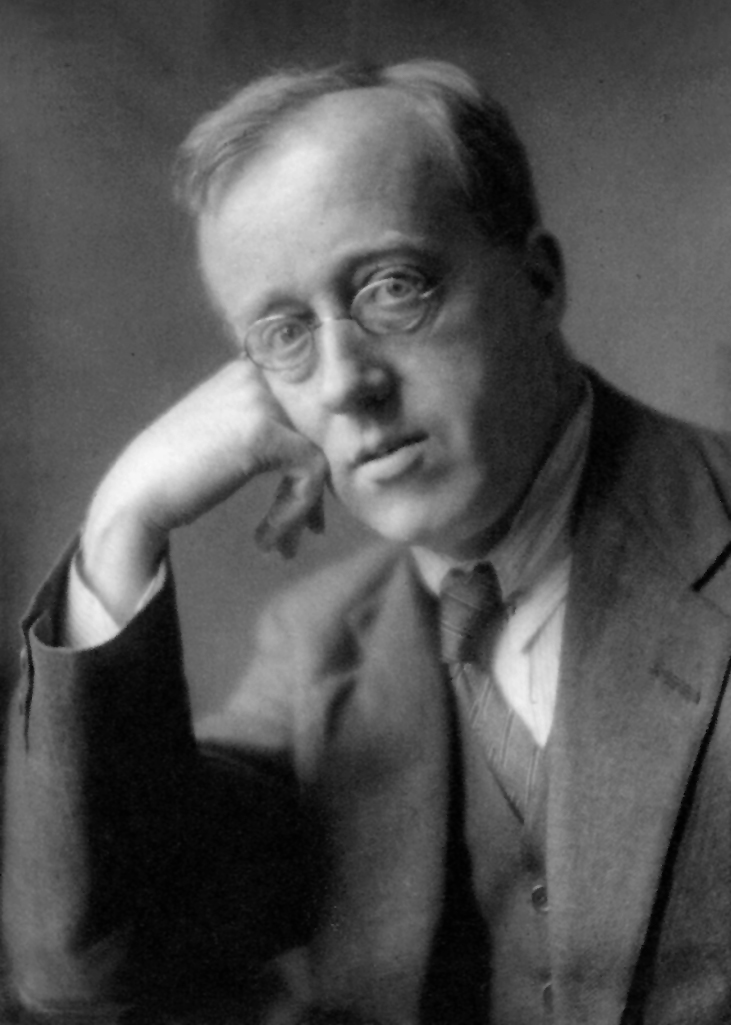
Густав Голст (1874—1934)

Класична музика Великої Британії наслідує традиційні твори, виконання та процес музичного навчання Європи 18-го століття, а її розквіт припадає на 19-те століття. Під кінець 19-го століття більшість композиторів та музикантів почали переходити на народні музичні традиції під впливом романтичного націоналізму, який заохочував британців до більш чистої національної самоідентичності та чуттєвості всередині країн Великої Британії. Ці традиції, що включали культурні стандарти багатьох народностей графств країни, проявили себе у роботах таких композиторів, як Артур Салліван, Густав Голст, Едвард Елгар, Г'юберт Перрі, Ральф Воан-Вільямс та Бенджамін Бріттен. 1860-1918 роки вважаються періодом британського музичного ренесансу.
Із середини 19-го століття почалося відродження традицій англомовних опер. Широкої популярності отримали опери «Богемська дівчина» (1843) ірландського композитора та оперного співака Майкла Балфа, «Лілія Кілларні» (1862) Юліуса Бенедикта, «Марітана» (1845) Вільяма Вінсента Воллеса, «Віки тому» (1869), «Джентльмен у чорному» (1870) та «Щаслива Аркадія» (1872) Фредеріка Клея.

## Фольк-музика
Кожна із країн Великої Британії має власні різноманітні і характерні форми народної (фольк) музики. Народна музика процвітала до епохи індустріалізації, після чого її почали замінювати нові форми популярної музики, включаючи мюзик-гол і духові оркестри. Усвідомлення цього аспекту призвело до трьох відроджень фольк-музики, які можна розділити на три періоди: кінець 19-го століття, середина 20-го століття і початок 21-го століття. Головним завданням цих відроджень є збереження народної музики як важливої частини субкультури британського суспільства.

### Англійська народна музика
Англія має довгу та різноманітну історію народної музики, яка доходить принаймні до середньовічного періоду, і включає багато форм музики, пісень та танців. Більшість традицій, які підтримувалися протягом трьох періодів відродження з кінця 19-го століття, були збережені і продовжуються практикуватися. Це призвело до утворення ряду злитих із іншими формами музики нових піджанрів, таких як британський фольк-рок, фольк-панк та фольк-метал, котрі продовжують процвітати на національному та регіональному рівнях, особливо в таких графствах, як Корнуолл та Нортумберленд.

### Народна музика Північної Ірландії
Ірландія, включаючи Північну Ірландію, має яскраві народні традиції. Популярність традиційних інструментів, таких як, наприклад, народна скрипка, збереглася протягом століть, в той час як у Британії таких тенденцій не відмічається. Одним із найвідоміших сучасних музикантів з Північної Ірландії, на якого вплинула народна музика, є Ван Моррісон.

### Шотландська народна музика
До шотландської народної музики входить безліч видів пісень, включаючи балади та плачі, які співаються одним виконавцем у супроводжені волинки, народної скрипки або арфи. Традиційні танці включають вальс, ріл, страспей та джига. Разом із іншими регіонами Великої Британії, Шотландія зазначала відродження фольк-музики у 1960-х роках. В ці роки популярності зазнали такі виконавці, як Кетрін-Енн МакФі та Джинні Робертсон. Їх роботи вплинули на такі гурти 70-х як The Clutha, The Whistlebinkies, The Boys of the Lough та Incredible String Band.

### Валлійська народна музика
Будучи кельтською країною, народна музика Уельсу найчастіше виконується на twmpathau (комунальні танці) і gwyl werin (музичний фестиваль). Валлійська музика також включає чоловічий хор та пісні у супроводі гри на арфі. Під час відродження народної музики наприкінці 20-го століття вельські музиканти були вимушені реконструювати традиційну музику після довгого підпорядковування англійській культурі. Відродження вельської фольк-музики розпочалося у пізньому 1970-му десятиріччі, а у 1980-х роках такі виконавці, як Робін Хью Бовен, Моніарс та Гверінос відзначилися досягненням успіху на мейнстримівських радіо Великої Британії.

## Рання поп-музика
Рання британська поп-музика бере початок із 16-го століття при виникненні широких балад, які користувалися великою популярністю серед населення аж до 19-го століття. Послідовні технологічні, економічні та соціальні зміни призвели до створення нових музичних форм, такі як духові оркестри та мюзик-гол. Під впливом американського джазу у 1930-х роках були зароджені британські денсові гурти, чиї пісні почали домінувати серед населення та на радіо.

## Сучасна поп-музика
Починаючи із 20-го століття, такі жанри як фольк, джаз, реп/хіп-хоп, поп та рок розвинулися та заполонили британську культуру. Вплив Британії на поп-музику розвивався непропорційного до розміру держави через її лінгвістичні та культурні зв'язки із іншими країнами, особливо із США та численними колишніми колоніями, такі як Австралія, Південна Африка та Канада. У ранньому 20-му столітті США домінували серед поп-музики світу через численних молодих виконавців, які створювали власні версії американської музики, включаючи рок-н-рол у 1950-х роках, і розробляли паралельні музичні сцени. Проте починаючи із 1960-х внаслідок Британського вторгнення, котрий очолював гурт The Beatles, британські виконавці забезпечили за собою важливе місце серед світового розвитку поп та рок-музики. З тих часів британсько-американська музична співпраця із трансатлантичними жанрами призвела до обміну поп та рок-стилів, які час від часу перебираються один у одного і перетворюються у нові рухи, аби потім знову проекспортуватися назад. Жанрами, які зародилися чи широко розвилися у Британії є: блюз-рок, хеві-метал, прогресивний рок, ска, хард-рок, панк-рок, банра, британський фольк-рок, фольк-панк, кислотний джаз, трип-хоп, шугейзинг, драм-енд-бейс, готик-рок, грайм, бритпоп, індастріал та дабстеп.